# Litobrancha recurvata
Litobrancha recurvata is een haft uit de familie Ephemeridae. De wetenschappelijke naam van de soort is voor het eerst geldig gepubliceerd in 1913 door Morgan.
De soort komt voor in het Nearctisch gebied.